# Демьяненко, Владимир Васильевич
Владимир Васильевич Демьяненко (15 марта 1969, Саратов — 20 января 2022, там же) — российский учёный-правовед, кандидат юридических наук, доцент кафедры земельного и экологического права Саратовской государственной юридической академии, специалист по кооперативному и аграрному праву, сын профессора В. Н. Демьяненко.

## Биография
Владимир Васильевич Демьяненко родился 15 марта 1969 года в городе Саратове в семье доктора юридических наук, профессора Василия Николаевича Демьяненко.
- 1976 год — 1986 год — учёба в школе № 3 города Саратова (ныне Лицей им. Пушкина).
- 1992 год — окончил с отличием Саратовский юридический институт им. Д. И. Курского.
- 1992 год — 1996 год — занимался частной адвокатской практикой.
- 1997 год — защита диссертации на соискание учёной степени кандидата юридических наук на тему «Сельскохозяйственный производственный кооператив как юридическое лицо».
- 1999 год — присвоено звание доцента.
- 2004 год — защита диссертации на соискание учёной степени доктора юридических наук на тему «Крестьянская производственная кооперация в современной России: правовые проблемы становления и развития». Научными консультантами выступали доктора юридических наук, профессора В. Н. Демьяненко и И. Ф. Панкратов, оппонентами Г. В. Чубуков, В. Н. Яковлев, Б. А. Воронин. Диссертация не утверждена ВАК.

Умер 20 января 2022 года в Саратове.

## Научная деятельность
На преподавательской работе читал учебные курсы по земельному праву, правовым проблемам управления земельными ресурсами, обеспечение продовольственной безопасности Российской Федерации.
За годы научной деятельности разработал ряд авторских курсов: «Сельскохозяйственно-кооперативное право», «Правовое обеспечение продовольственной безопасности Российской Федерации», «Правовые основы агробизнеса», «Историко-правовые аспекты аграрных отношений», «Аграрное право», «Обеспечение продовольственной безопасности РФ», «Правовые проблемы управления земельными ресурсами».
Является автором более 50 научных работ по аграрному, кооперативному, земельному праву, проблемам продовольственной безопасности, среди которых несколько учебников и учебных пособий. Работы В. В. Демьяненко востребованы не только в родном вузе, но и в иных учебных заведениях соответствующего профиля. Активно публиковался в ведущих научных журналах, таких как Правоведение, Государство и право и других. Имеет ряд научно-популярных публикаций в средствах массовой информации.

## Некоторые публикации

### Диссертации
- Демьяненко В. В. Сельскохозяйственный производственный кооператив как юридическое лицо. Дис. … канд. юрид. наук.. — Саратов: Издательство СГАП, 1997. — 168 с.
- Демьяненко В. В. Крестьянская производственная кооперация в современной России: правовые проблемы становления и развития. Дис. … д-ра. юрид. наук.. — Саратов: Издательство СГАП, 2004. — 327 с.

### Монографии, учебные пособия
- Глебов, И. П., Демьяненко, В. В., Демьяненко, В. Н., Черняев, А. А., Аксененко, Ю. Н., Дворкин, Б. З. Возрождение сельскохозяйственной кооперации в современной России. (Вопросы теории, законодательства, практики). — Саратов: Издательство СГАП, 1997. — 170 с.
- Демьяненко В. Н., Демьяненко В. В. Сельскохозяйственно-кооперативное право : Курс лекций. — Саратов: Издательство СГАП, 1999. — 259 с. — ISBN 5-7924-0068-7. (выдержало 4 переиздания)
- Демьяненко В. Н., Демьяненко В. В. Сельскохозяйственно-кооперативное право : Учебное пособие / под ред. проф. К. Г. Пандакова. — Саратов: Издательство СГАП, 2001. — 269 с. — ISBN 5-7924-0169-1.
- Демьяненко В. В. Крестьянская производственная кооперация в современной России: правовые проблемы становления и развития. — Саратов: Аквариус, 2004. — 243 с. — ISBN 5-94942-018-7.
- Гущин Н. Э., Демьяненко В. Н., Демьяненко В. В. и др. Сельскохозяйственно-кооперативное право: Учебно-методическое пособие для студентов заочной формы обучения / под ред. проф. К. Г. Пандакова. — Саратов: Издательство СГАП, 2006. — 105 с. — 300 экз. — ISBN 5-7924-0501-8.

### Статьи
- Демьяненко В. Н., Демьяненко В. В. Комментарий к Федеральному закону «О сельскохозяйственной кооперации» / Отв. ред. Е. Л. Минина. М.: Инфра-М-Норма, 1997. 269 с. (Рецензия) // Государство и право : научный журнал. — 1997. — № 9. — С. 120—122.
- Демьяненко В. Н., Демьяненко В. В. К вопросу о программе спецкурса «Сельскохозяйственно-кооперативное право» // Государство и право : научный журнал. — 1998. — № 7. — С. 61—65.
- Демьяненко В. Н., Демьяненко В. В. Крестьянская кооперация на рубеже XXI века: экономическая эффективность и социальная справедливость // Правоведение : научный журнал. — 2001. — № 4. — С. 129—138.
- Демьяненко В. В. Продовльственная безопасность — самая острая проблема современной России // Вестник СГАП : научный журнал. — 2006. — № 3. — С. 87—90.

### Биография
- Демидов А. И., Бичехвост А. Ф., Тяпугина Н. Ю., Маторина Е. И. Энциклопедия нашей жизни. — Саратов: СГАП, 2006. — С. 99—103. — 439 с. — 1500 экз. — ISBN 5-7924-0427-5.
- Памяти Владимира Васильевича Демьяненко // Экологическое право : научный журнал. — 2022. — № 2. — С. 48. — ISSN 1812-3775.

### Критика
- Веденин Н., Панкратов И. Демьяненко В. Н., Демьяненко В. В. Сельскохозяйственно-кооперативное право. Курс лекций. — Саратов: СГАП, 1999. — 260 с. (Рецензия) // Законодательство и экономика : научный журнал. — 2000. — № 11. — С. 48—49.
- Зенюкова О. В. Демьяненко В. Н., Демьяненко В. В. 1) Сельскохозяйственно-кооперативное право: Курс лекций. 2-е изд. Саратов: СГАП, 2000. — 260 с.; 2) Сельскохозяйственно-кооперативное право: Учебное пособие / Под ред. К. Г. Пандакова. Саратов: СГАП, 2001. — 272 с.: (Рецензия) // Правоведение : научный журнал. — 2002. — № 1 (240). — С. 232—34.